# Jairo Calderón
Jairo Enrique Calderón Carrero es un político colombiano. Nacido en la zona rural de Usme, Bogotá. Candidato a la Presidencia de la República en las elecciones presidenciales de 2010 representando al grupo político Apertura liberal.
Político bogotano, estudió Administración de Empresas en la Universidad Cooperativa de Colombia; tiene títulos de Especialización en Alta Gerencia Pública (ESAP) y en Derecho Público (Universidad Autónoma de Colombia) según lo publicado en un PDF de Apertura Liberal, en la página publica Slideshare. Principalmente ha sido funcionario público, en entidades territoriales como el Departamento de Planeación de Cundinamarca y la Secretaría de Gobierno de Bogotá, así como en entidades del orden nacional como la Contraloría General de la República y el Ministerio de Hacienda.
En 1997 fue elegido como Concejal de Bogotá, siendo reelecto en 2000 por el Movimiento Apertura Liberal; hizo parte del equipo político del excongresista Francisco Canossa. A partir de 2004 se dedicó a la consultoría en temas de gestión pública,; entonces, Calderón se convierte en una de las figuras defensoras de la alianza y termina por ser postulado por  su partido Apertura Liberal a la Presidencia de la República.
Es Administrador de Empresas de la Universidad Cooperativa de Colombia, es Especialista en Derecho Público de la Universidad Autónoma de Colombia, Gerencia de Empresas Exportadoras en la Universidad Cooperativa y es Diplomado en Gerencia Pública y Localidades de la Universidad Distrital Francisco José de Caldas.
Fue funcionario público en el Departamento Administrativo de Planeación de Cundinamarca, La Secretaría de Gobierno Distrital, La Contraloría General de la República y el Ministerio de Hacienda y Crédito Público y elegido por dos períodos consecutivos como Concejal de Bogotá, durante las administraciones de Enrique Peñalosa y Antanas Mockus
En el año 2007 fue miembro del gabinete de la Gobernación del Cesar y en la actualidad se desempeña como Consultor en Administración Pública y procesos de Formación y Capacitación en Propiedad Horizontal y Justicia Comunitaria
Según su propio blog en Internet en el Concejo de Bogotá se distinguió por generar y defender Políticas sociales que buscan el beneficio común, en especial, aquellas orientadas a reducir las diferencias sociales y mejorar la calidad de vida en la ciudad.
Jairo Calderón se inscribió a la Presidencia en representación de Apertura Liberal, movimiento al cual se integró hace poco más de 10 años y que él ha liderado en Bogotá.